# Cyclopteris elegans
Espèce
Cyclopteris elegans est une espèce éteinte de fougères à graines, un groupe de plantes préhistoriques proches des fougères, de la famille éteinte des Cyclopteridaceae et de l'ordre éteint des Medullosales.
L'espèce a été décrite par Lesquereux en 1954 à partir d'un fossile datant du Carbonifère et trouvé en Pennsylvanie, aux États-Unis.
Deux autres auteurs au moins, Unger en 1956 et Achepohl en 1883, ont décrit des fossiles sous le nom de Cyclopteris elegans, le premier à partir d'un fossile datant du Dévonien et trouvé en Thuringe en Allemagne, le second à partir d'un fossile trouvé en Westphalie, également en Allemagne.